# Binhai
Binhai léase Bin-Jái (en chino: 滨海) oficialmente Nueva Área de Binhai (滨海新区, pinyin: Bīnhǎi xīnqū, en inglés: Binhai New Area) es un distrito de la municipalidad de Tianjin, en el oeste de la República Popular China. Se ubica en las costas del mar de Bohai. Su área es de 2270 km² y su población es de 2 482 100 habitantes (año 2010).
Por su ubicación se la conoce como la puerta de entrada del norte de China, se administra como Nuevo Distrito permitiéndole abrir paso a una infraestructura moderna de gran tecnología.

## Administración
El 9 de noviembre de 2009, los distritos de Tanggu, Hangu y Dagang se fusionaron para formar el nuevo distrito municipal de Binhai. Éste se divide en 26 pueblos que se administran en 19 subdistritos y 7 poblados:
- Subdistritos: Xingang (新港街道), Xincun (新村街道), Xiangyang (向阳街道), Bohaishiyou (渤海石油街道), Xinhe (新河街道), Dagu (大沽街道), Beitang (北塘街道), Hangzhou (杭州道街道), Hujiayuan  (胡家园街道), Hangu (汉沽街道), Zhaishang (寨上街道), Hexi (河西街道), Yingbin (迎宾街道), Shengli (胜利街道), Gulin (古林街道), Haibin (海滨街道), Gangxi (港西街道), Xinbei  (新北街道), Yujiabao  (于家堡街道).
- Poblados: Xincheng (新城镇), Chadian (茶淀镇), Datian (大田镇), Yangjiabo (杨家泊镇), Taiping (太平镇), Xiaowangzhuang (小王庄镇), Zhongtang (中塘镇).

## Economía
Binhai es una zona importante de desarrollo económico dentro de la jurisdicción de Tianjin y es considerada como un polo de desarrollo en todo el país , mantiene una tasa de crecimiento anual de casi el 30% y muchas empresas a nivel mundial tienen una sede aquí.
Binhai es uno de los mayores productores de sal de China. La producción anual de sal es de más de 240 millones de toneladas, que representan el 7% de la producción nacional.

## Transporte
La ciudad de Binhai se conecta con sus vecinos y entre sí por medio de carreteras importantes que incluyen vías terrestres, marinas y aéreas.
El transporte público y privado incluye buses, carros, barcos, tres de alta velocidad y su propio aeropuerto.

## Geografía
La ciudad está ubicada en la llanura del Norte de China al noreste de la bahía de Bohai y a 40 km al sur se encuentra la península de Shandong y 40 km al norte la península de Liaodong.
Binhai tiene una superficie de casi 3000 km², una costa de 153 kilómetros, y contiene 700 km² de agua y humedales.
La zona donde yace Binhai tiene recursos naturales de hidrocarburos tales como petróleo con 100 millones de toneladas y 193 mil millones de metros cúbicos de gas natural.

## Clima
| Parámetros climáticos promedio de Binhai (1971–2000) | Parámetros climáticos promedio de Binhai (1971–2000) | Parámetros climáticos promedio de Binhai (1971–2000) | Parámetros climáticos promedio de Binhai (1971–2000) | Parámetros climáticos promedio de Binhai (1971–2000) | Parámetros climáticos promedio de Binhai (1971–2000) | Parámetros climáticos promedio de Binhai (1971–2000) | Parámetros climáticos promedio de Binhai (1971–2000) | Parámetros climáticos promedio de Binhai (1971–2000) | Parámetros climáticos promedio de Binhai (1971–2000) | Parámetros climáticos promedio de Binhai (1971–2000) | Parámetros climáticos promedio de Binhai (1971–2000) | Parámetros climáticos promedio de Binhai (1971–2000) | Parámetros climáticos promedio de Binhai (1971–2000) |
| Mes                                                  | Ene.                                                 | Feb.                                                 | Mar.                                                 | Abr.                                                 | May.                                                 | Jun.                                                 | Jul.                                                 | Ago.                                                 | Sep.                                                 | Oct.                                                 | Nov.                                                 | Dic.                                                 | Anual                                                |
| ---------------------------------------------------- | ---------------------------------------------------- | ---------------------------------------------------- | ---------------------------------------------------- | ---------------------------------------------------- | ---------------------------------------------------- | ---------------------------------------------------- | ---------------------------------------------------- | ---------------------------------------------------- | ---------------------------------------------------- | ---------------------------------------------------- | ---------------------------------------------------- | ---------------------------------------------------- | ---------------------------------------------------- |
| Temp. máx. media (°C)                                | 1.8                                                  | 5.0                                                  | 11.7                                                 | 20.5                                                 | 26.1                                                 | 30.1                                                 | 31.0                                                 | 30.2                                                 | 26.3                                                 | 19.7                                                 | 10.6                                                 | 3.9                                                  | 18.1                                                 |
| Temp. mín. media (°C)                                | −7.5                                                 | −4.9                                                 | 1.3                                                  | 8.9                                                  | 14.6                                                 | 19.7                                                 | 22.7                                                 | 21.9                                                 | 16.4                                                 | 9.3                                                  | 1.3                                                  | −4.9                                                 | 8.2                                                  |
| Precipitación total (mm)                             | 3.3                                                  | 4.0                                                  | 7.7                                                  | 20.9                                                 | 37.7                                                 | 71.1                                                 | 170.6                                                | 145.7                                                | 46.1                                                 | 22.7                                                 | 10.4                                                 | 4.1                                                  | 544.3                                                |
| Días de precipitaciones (≥ 0.1 mm)                   | 1.8                                                  | 2.1                                                  | 2.9                                                  | 4.4                                                  | 6.0                                                  | 8.0                                                  | 12.4                                                 | 10.2                                                 | 6.0                                                  | 4.5                                                  | 3.5                                                  | 2.0                                                  | 63.8                                                 |
| Horas de sol                                         | 178.3                                                | 176.9                                                | 205.3                                                | 229.8                                                | 265.7                                                | 251.2                                                | 217.6                                                | 223.3                                                | 223.3                                                | 211.1                                                | 173.1                                                | 166.2                                                | 2521.8                                               |
| Humedad relativa (%)                                 | 56                                                   | 54                                                   | 53                                                   | 51                                                   | 56                                                   | 64                                                   | 76                                                   | 77                                                   | 68                                                   | 64                                                   | 63                                                   | 59                                                   | 61.8                                                 |
| Fuente: China Meteorological Administration          |                                                      |                                                      |                                                      |                                                      |                                                      |                                                      |                                                      |                                                      |                                                      |                                                      |                                                      |                                                      |                                                      |